# Europäische Reisezugfahrplankonferenz

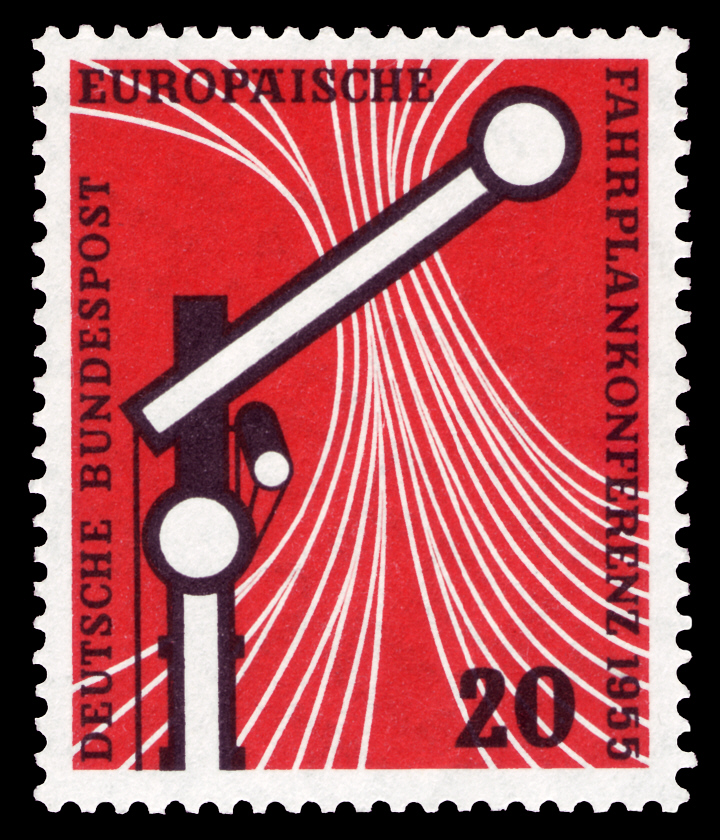
Briefmarke der Deutschen Bundespost anlässlich der Europäischen Fahrplankonferenz 1955 in Wiesbaden

Die Europäische Reisezugfahrplankonferenz (französisch Conférence européenne des horaires des trains de voyageurs (CEH)), meist als Europäische Fahrplankonferenz (EFK) bezeichnet, war von 1872 bis 1996 für die Planung und Organisation des grenzüberschreitenden Schienenpersonenfernverkehrs in Europa zuständig. Sie wurde durch das Forum Train Europe (FTE) abgelöst, in dem sich die Mitgliedsbahnen der EFK und der für den Güterverkehr zuständigen Europäischen Güterzugfahrplankonferenz (EGK) zusammengeschlossen haben.

## Geschichte
Bereits in der Frühzeit der Eisenbahnentwicklung in Europa wurden erste grenzüberschreitende Bahnstrecken erbaut, bei denen der Bedarf nach Fahrplanabstimmung durch die beteiligten Bahngesellschaften entstand. Die älteste dieser Strecken in Deutschland ist die 1843 eröffnete Bahnstrecke von Aachen nach Lüttich.
Über mehrere Jahrzehnte erfolgten nur jeweils Fahrplanabstimmungen zwischen direkt benachbarten Bahngesellschaften. Selbst auf nationaler Ebene dauerte es in Deutschland bis 1871, ehe eine erste Fahrplankonferenz stattfand. Erst 1872 trafen sich am 12. Februar in Köln erstmals Vertreter aus fünf europäischen Staaten. Bahngesellschaften aus Belgien, dem Deutschen Reich, Frankreich, Österreich und der Schweiz und legten gemeinsam die Fahrpläne der internationalen Fernzüge und der Kurswagenläufe fest. Ebenso wurde die Stellung der Waggons durch die jeweils beteiligten Bahngesellschaften vereinbart. Ab 1874 fanden die Fahrplankonferenzen zweimal im Jahr statt. Um den Jahreswechsel wurde der kommende Sommerfahrplan und jeweils im Juni oder Juli der nächste Winterfahrplan festgelegt. Bahngesellschaften aus weiteren europäischen Staaten beteiligten sich bald an den zunächst als Internationale Fahrplankonferenz bezeichneten Tagungen.
Ab 1879 nahmen auch Regierungsvertreter wichtiger europäischer Staaten an den Konferenzen teil. Die Wagenbeistellung lagerten die beteiligten Bahnen aufgrund des großen Umfangs nach einigen Jahren in eine jeweils separat durchgeführte Wagenbeistellungskonferenz aus. Neben den Eisenbahngesellschaften und Regierungsvertretern nahm auch die Compagnie Internationale des Wagons-Lits als wichtigster Betreiber von Schlaf- und Speisewagen an den Konferenzen teil. 1897 änderte die Konferenz ihre Bezeichnung auf Europäische Fahrplankonferenz. Bereits 1904 nahmen in München über 250 Vertreter aus fast allen europäischen Ländern an der EFK teil, für die sie etwa 270 Anträge eingebracht hatten. Aufgrund des inzwischen erreichten Umfangs wurden die Konferenzen neben einem großen Plenum in verschiedenen Gruppen unterteilt durchgeführt.
1909 beschloss die EFK in Straßburg, ihren Tagungsturnus künftig auf eine Konferenz pro Jahr zu beschränken. Allerdings wurde die für den Winterfahrplan zuständige Wagenbeistellungskonferenz ab 1910 als Vereinigte Fahrplan- und Wagenbeistellungskonferenz mit eingeschränktem Teilnehmerkreis abgehalten. Es beteiligten sich nur die Bahngesellschaften, die Fragestellungen des nächsten Winterfahrplans zu behandeln hatten.
Die letzte EFK vor dem Ersten Weltkrieg tagte am 10. und 11. Juni 1914 in Bern. Während des Krieges fanden keine Konferenzen mehr statt, lediglich die Bahnen der Mittelmächte und einiger neutraler Staaten trafen sich 1915 und 1916 zu jeweils zwei Teilkonferenzen.
Nach dem Krieg tagte die erste EFK auf Initiative der Schweizerischen Bundesbahnen (SBB) 1920 in Bern. Ein Jahr später beschlossen die Mitglieder, dass die EFK dauerhaft nur mehr einmal im Jahr tagen sollte. Sie erhielt zudem erstmals eine verbindliche Satzung als Vereinigung des Internationalen Privatrechts, die 1922 verabschiedet wurde. Die SBB wurden 1923 in Nizza für zunächst fünf Jahre zur geschäftsführenden Bahngesellschaft bestimmt.
Die letzte EFK vor dem Zweiten Weltkrieg fand vom 10. bis zum 25. Oktober 1938 in Budapest statt. Während des Krieges gab es lediglich zwei Teilkonferenzen 1940 und 1945.
Nach dem Krieg luden die SBB erstmals 1946 wieder zu einer Fahrplankonferenz ein, die in Montreux stattfand und sich vor allem mit der Wiederherstellung der internationalen Zugläufe befasste.
1952 wurden die seit 1923 unveränderten Satzungen der EFK revidiert und die Bezeichnung als „Europäische Reisezugfahrplankonferenz EFK“ offiziell eingeführt. Auf der EFK 1963 in Sofia beschlossen die Mitgliedsbahnen, ab 1964 nur mehr alle zwei Jahre zu tagen. Allerdings fand ab 1967 in den ungeraden Jahren eine technische Tagung am Sitz der UIC in Paris statt. Im gleichen Jahr traten erneut neue Satzungen in Kraft. Fünf Jahre später wurde in St. Gallen das 100-jährige Bestehen der EFK gefeiert.
Auf der 1994 in Warschau stattfindenden EFK 1994 wurden die SBB als geschäftsführende Gesellschaft beauftragt, gemeinsam mit der ČD als Geschäftsführerin der „Europäischen Güterzugfahrplankonferenz EGK“ eine mögliche Zusammenführung der beiden Konferenzen zu prüfen. Das ein Jahr später vorgelegte Konzept der Neuorganisation trat am 1. Januar 1997 in Kraft. Zuvor fand bereits im September 1996 in La Rochelle die erste gemeinsame Konferenz von EFK und EGK statt, auf der die Umwandlung und Zusammenführung zum Forum Train Europe (FTE) formell beschlossen wurde. Der ursprünglich vorgesehene Name Forum Rail Europe wurde aufgrund rechtlicher Bedenken der SNCF nicht verwendet. Unter dem Dach des FTE wurden dabei die Koordinierung der Eisenbahnverkehrsunternehmen (EVU) und der Eisenbahninfrastrukturunternehmen (EIU) zunehmend getrennt.
Die Deregulierung der europäischen Eisenbahnen, insbesondere die Trennung zwischen Infrastruktur und Betrieb, wie sie in der Richtlinie 2001/14/EG als Teil des Ersten Eisenbahnpakets beschlossen wurde, führte 2004 zu einer nochmaligen Umgestaltung des FTE. Die Infrastrukturbetreiber gründeten 2003 mit RailNetEurope (RNE) eine eigenständige Organisation und traten bis Ende 2004 aus dem FTE aus. Seither sind im FTE ausschließlich die EVU, im Bahnverkehr tätige Dienstleister sowie einzelne Fährgesellschaften organisiert.

## Wesentliche Beschlüsse

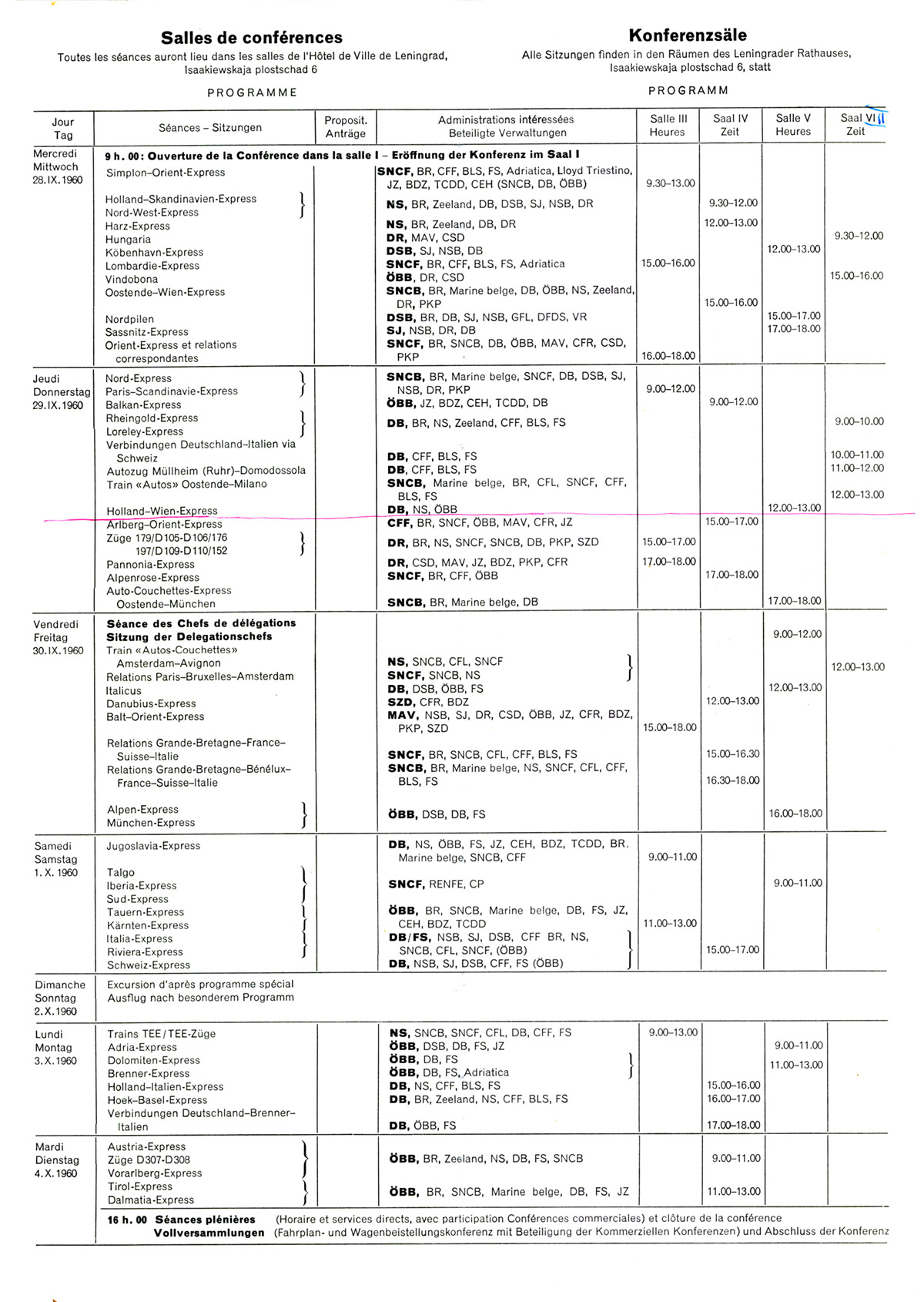
Arbeitsprogramm der EFK 1960 in Leningrad.

Die EFK wie auch ihr Nachfolger FTE regelte und regelt nicht den internationalen Fahrplan in allen Details, auch wenn bereits konkrete Fahrtzeiten vereinbart werden. Ein wesentlicher Teil der Detailarbeit erfolgt in bilateraler Abstimmung zwischen den direkt beteiligten Bahngesellschaften. Dabei gab es vor allem in der Vergangenheit immer wieder teilweise deutliche Abweichungen von ursprünglichen Festlegungen der EFK. Auch zwischenzeitliche politische Veränderungen wirkten sich oft auf die jeweilige Fahrplanentwicklung aus. Andere Beschlüsse wurden verschoben und letztlich nie Realität, wie beispielsweise die geplante Einführung eines TEE von München nach Rom im Jahr 1960. Dennoch hat die EFK jeweils die wesentlichen Rahmenbedingungen und Zeiten sowie die Zugbildung des Europäischen Schienenpersonenfernverkehrs maßgeblich festgelegt.
Auf der Fahrplankonferenz in Interlaken wurde 1889 beschlossen, die bisherigen verschiedenen Bezeichnungen für schnellfahrende Züge zu vereinheitlichen und sie – sofern ein erhöhter Fahrpreis erhoben wurde – als Schnellzug zu bezeichnen.
Auch die jeweilige Einführung hochwertiger Zugläufe wie bspw. von Luxuszügen oder Fernschnellzügen wurde auf den EFK beschlossen, so beispielsweise 1927 in Prag die Einführung des „Rheingold“ von Amsterdam nach Zürich.
Ab 1950 waren die europäischen Bahnen gezwungen, auf die immer stärker spürbare Konkurrenz des Autos und des Luftverkehrs zu reagieren. Ein wesentlicher Schritt war die 1953 auf der EFK durch die Nederlandse Spoorwegen vorgeschlagene Einführung des Trans-Europ-Express (TEE), die dann 1957 umgesetzt wurde. Daneben war auch die Schaffung eines einheitlichen Platzreservierungsverfahrens und die Vereinheitlichung der Zuggattungen eine wesentliche Aufgabe. 1954 beschloss die EFK, die Mindestgeschwindigkeit für internationale Schnellzüge auf 80 km/h anzuheben. Für die Fahrgäste am meisten spürbar war wohl die 1956 erfolgte Abschaffung der alten ersten Klasse und die Einführung des neuen Zweiklassen-Systems, das auch in der Gegenwart bei den meisten Bahngesellschaften verwendet wird.
1960 wurde auf der EFK, die erstmals in der Sowjetunion in Leningrad stattfand, das Ende des alten Orient-Express-Systems festgelegt und die Einstellung des Simplon-Orient-Express beschlossen.
1986 traf die EFK den Beschluss, die verbliebenen TEE-Züge einzustellen und dafür den zweiklassigen Eurocity (EC) einzuführen. Neben den letzten TEE-Zügen wurden vor allem bisherige internationale Schnellzüge und Intercitys in das EC-Netz integriert, das in den Folgejahren erheblich ausgeweitet wurde.
1999 beschloss das FTE, den europaweiten Fahrplanwechsel nicht mehr zu Beginn des Sommerfahrplans im Mai/Juni, sondern Mitte Dezember durchzuführen. Erstmals fand daher 2002 der Wechsel der Jahresfahrpläne am 15. Dezember 2002 statt.

## Aufgaben
Das Forum Train Europe übernimmt seit seiner Neuorganisation eine Vielzahl von Aufgaben für seine Mitgliedsunternehmen. Zu den wichtigsten gehören:
- Entwicklung und Festlegung eines abgestimmten Fahrplans im internationalen Schienenpersonen- und -güterverkehr
- Optimierung der Lokomotiv- und -wagenumlaufplanung, Rationalisierung der grenzüberschreitenden Zugbildung
- Entwicklung des Europäischen Wagenbeistellungsplans (EWP)
- Herausgabe des Internationalen Güterkursbuchs (Livret indicateur International des Marchandises, LIM)
- Plattform für internationale Kontakte und Kooperationen zwischen den Mitgliedsunternehmen